# 大内達史
大内 達史（おおうち たつし、1943年 - ）は、日本の建築家。東京都建築士事務所協会会長。2014年から一般社団法人日本建築士事務所協会連合会会長。アルファスターインベスメント株式会社取締役会長。
北海道生まれ。日本大学卒業後、1967年、株式会社協立建築設計事務所に入社、1998年同社代表取締役社長に就任。同社の主な設計建築物に大崎駅再開発ビル群、「ヨドバシAkiba」など、全国各地のヨドバシカメラ店舗など。2011年一般社団法人東京都建築士事務所協会会長。